# Грилоблатиди
Грилоблатидите (Grylloblattidae), наричани също хлебаркощурци, са семейство дребни насекоми от разред Нотоптери (Notoptera).
Семейството включва 5 рода с 34 вида, първите от които са описани в научната литература едва в началото на XX век. Грилоблатидите са психрофили – предпочитат температури около 1 – 4 °C. Активни са главно през нощта и обитават листната покривка в студени области, най-често високопланински, като се срещат и непосредствено под снежната покривка. Хранят се главно с мъртви членестоноги, но също и с растителна храна.

## Родове
Семейство Grylloblattidae – Грилоблатиди
- Galloisiana
- Grylloblatta
- Grylloblattella
- Grylloblattina
- Namkungia